# Ronnie Moran
Ronald „Ronnie“ Moran (* 28. Februar 1934 in Crosby; † 22. März 2017 ebenda) war ein englischer Fußballspieler und -trainer. Er war insgesamt 46 Jahre lang beim FC Liverpool, dabei als Spieler auf der linken Abwehrseite zeitweise Kapitän und Mitglied der Meistermannschaft von 1964. Später war er im Trainerstab des Vereins und betreute den Klub zu Beginn der 1990er-Jahre auch kurzzeitig als Hauptverantwortlicher.

## Sportlicher Werdegang
Ronnie Moran schloss sich als 15-Jähriger dem FC Liverpool an. Dabei soll ein Postbote eine nicht unwesentliche Rolle gespielt haben, der einerseits gut mit Morans Bruder befreundet war und dazu dem Liverpooler Vereinsvorsitzenden Briefe zustellte. Dieser empfahl das Talent, das bereits für die „Crosby Boys“ und eine Jugendauswahl der Grafschaft Lancashire aufgelaufen war, nachhaltig und als ein interessierter Scout des rivalisierenden FC Everton eine Einladung aussprach, war Moran er bereits in der Woche zuvor bei den „Reds“ untergekommen – dazu hatten ihn Trainer George Kay und Liverpools Präsident im Elternhaus eigens besucht. Zunächst war Moran ein reiner Amateurspieler, der als Elektrikerlehrling in der dritten Mannschaft zum Einsatz kam. Kurz vor dem 18. Geburtstag unterzeichnete er dann im Januar 1952 seinen ersten Profivertrag in Liverpool. Er debütierte im November 1952 gegen Derby County als linker Verteidiger und wurde in den gut anderthalb Jahren danach sporadisch eingesetzt. Bis zum Ende der Saison 1953/54 absolvierte er 13 Partien und musste am Ende den Abstieg in die zweite Liga als Tabellenletzter hinnehmen. Ab der anschließenden Spielzeit 1954/55 mauserte sich Moran dann zum Stammspieler, was wiederum dadurch begünstigt wurde, dass der langjährige Linksverteidiger Eddie Spicer nach einem Beinbruch seine Karriere beenden musste. In den fünf Jahren nach dem Abstieg verpasste er nur insgesamt sechs Ligaspiele, überzeugte durch eine konstant hohe Einsatzbereitschaft und wurde zu einem Schlüsselspieler im mittlerweile von Phil Taylor trainierten Zweitligateam.
Als 1959 Bill Shankly beim FC Liverpool als neuer Trainer anheuerte, war Moran zum Kapitän gereift. Am 1. Oktober 1961 verletzte sich Moran aber dann derart schwer, dass er abgesehen von einem unglücklichen Comeback-Versuch im Januar 1961 über vierzehn Monate lang ausfiel. Dennoch hatte er am Wiederaufstieg im Jahr 1962 einen ausreichenden Anteil und er erhielt eine offizielle Medaille. Zwei Jahre später trug er mit 35 Einsätzen und einem Tor dazu bei, dass Liverpool die englische Meisterschaft gewann. Im FA Cup hatte er jedoch im Viertelfinale beim Stand von 1:2 gegen Swansea City in der 80. Minute einen wichtigen Elfmeter verschossen. Moran, der seit 1960 etatmäßiger Strafstoßschütze war und acht von zehn Elfmeter verwandelt hatte, hatte mit dem Fehlschuss im Pokal dann viermal in Serie nicht getroffen. Während der Saison 1964/65 verlor er den Stammplatz an Gerry Byrne und wurde oft nicht für die Startelf berücksichtigt. Bei den beiden Halbfinalpartien gegen Inter Mailand im Europapokal der Landesmeister, die mit dem Ausscheiden der Reds endeten, war er wieder vertreten, bevor der zwischenzeitlich indisponierte Byrne zum siegreichen Endspiel im FA Cup zurückkehrte und Moran somit nicht zur Pokalsiegermannschaft in Wembley gehörte. Die aktive Laufbahn ging nun zu Ende, aber der Verein ermöglichte ihm einen Übergang in den Trainerstab.
Während der Saison 1966/67 informierte Shankly Moran darüber, dass ein Wechselangebot eines anderen Vereins für Moran vorliege. Anlässlich dieser Offerte bot ihm Shankly dann einen Platz unter seinen Kotrainern an. Moran nahm das Angebot an und wurde somit Mitglied des sogenannten Boot Rooms, dem neben Shankly noch Bob Paisley, Reuben Bennett, Tom Saunders und Joe Fagan angehörten. Er war in den folgenden mehr als drei Jahrzehnten gleichsam als einfühlsamer Ansprechpartner für die Spieler bei Problemen und als „Disziplinfanatiker“ bekannt und berüchtigt. Zweimal betreute er die erste Mannschaft auch als Interimstrainer. Dabei folgte er zunächst 1991 Kenny Dalglish nach dessen überraschendem Rücktritt nach. Der FC Liverpool war zu dem Zeitpunkt sogar Tabellenführer und Moran nahm die undankbare Rolle an, eine verunsicherte Mannschaft zu betreuen, die letztlich nicht nur 1:3 bei Luton Town, sondern auch die folgenden beiden Pokalpartien verlor. Es schlossen sich drei Siege unter Morans Regie an, zuletzt ein 7:1 auswärts beim späteren Absteiger Derby County. Zwei Niederlagen zu Ostern gegen die Queens Park Rangers und den FC Southampton sorgten dann jedoch für eine Art Vorentscheidung im Titelkampf zugunsten des FC Arsenal und Moran blieb nur noch für zwei weitere Begegnungen im Amt. Noch vor Ende der Saison 1990/91 wurde der Ex-Kapitän und mittlerweile als Trainer bei den Glasgow Rangers aktive Graeme Souness als neuer Hauptverantwortlicher vorgestellt. Als sich Souness 1992 von einer Bypass-Operation erholte, vertrat ihn Moran ein weiteres Mal. Er stand bei den letzten sieben Ligapartien und dem Halbfinalwiederholungsspiel gegen den FC Portsmouth an der Linie, bevor der Rekonvaleszent zum FA-Cup-Endspiel wieder auf die Bank zurückkehrte.
Im Jahr 1998 wechselte Moran nach insgesamt 46 Jahren beim FC Liverpool in den Ruhestand und zu seinen Ehren wurde am 16. Mai 2000 ein Benefizspiel gegen Celtic Glasgow organisiert.

## Titel/Auszeichnungen
- Englische Meisterschaft (1): 1964
- Charity Shield (1): 1964 (geteilt)